# Altmark-Zwischenfall

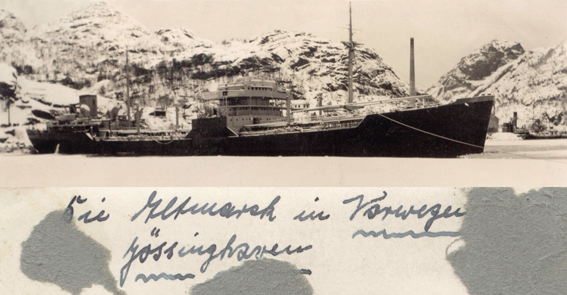
Troßschiff Altmark im Jøssingfjord

Beim Altmark-Zwischenfall handelt es sich um eine am 16. Februar 1940 während des  Zweiten Weltkriegs durchgeführte Enterung des deutschen Versorgungsschiffs Altmark durch Marinesoldaten des britischen Zerstörers Cossack in den Hoheitsgewässern des neutralen Norwegen. Bei der Enterung wurden 299 alliierte auf der Altmark gefangengehaltene Seeleute befreit, die von dem am 17. Dezember 1939 vor Buenos Aires versenkten Panzerschiff Admiral Graf Spee stammten. Die Seeleute waren bei dem Kreuzerkrieg der Spee gegen alliierte Handelsschiffe  im Südatlantik gefangen genommen worden und noch vor der Selbstversenkung der Spee an die Altmark übergeben worden. Die Alliierten hatten von dem Transport der Gefangenen gewusst, ihnen war aber nicht bekannt, auf welchem Schiff dieser stattfand und wohin er führen sollte. Der Kapitän der Altmark flüchtete mit seinem Schiff vor der Royal Navy aus dem Südatlantik erst nach Westafrika, dann über Island nach Nordnorwegen. Er hatte beabsichtigt, das Schiff mit den Kriegsgefangenen mittels der innerhalb der norwegischen Hoheitsgewässer gelegenen Binnenroute an der norwegischen Westküste von etwa Trondheim bis zum im Süden gelegenen Skagerrak und von dort nach Deutschland zu bringen. Das Schiff erfuhr mehrere Kontrollen durch die norwegische Marine, bei denen der Kapitän die Existenz der versteckten Gefangenen auf seinem Schiff geleugnet hatte. Die Gefangenen waren vorher tief unten im Schiffsrumpf versteckt worden. Nach zwei Tagen wurde das Schiff  von einer britischen Flottille unter Führung der Cossack in der Höhe von Egersund aufgebracht, als die Altmark auf einer Außenpassage fahren musste. Der Zugriff erfolgte innerhalb der norwegischen Hoheitsgewässer bei Anwesenheit kleinerer norwegischer Kriegsschiffe gegen den Protest der norwegischen Marine. Bei der Befreiung kamen unter anderem acht deutsche Seeleute zu Tode. Die befreiten Gefangenen wurden von der Flottille nach Leith (Schottland) gebracht.

## Vorgeschichte
Schon im August 1939 – also vor dem Kriegsbeginn am 1. September 1939 – waren die Admiral Graf Spee (kurz Spee) und ihr Versorgungsschiff, die Altmark, in Marsch gesetzt worden. Unter Führung von Kapitän Heinrich Dau verließ die Altmark Anfang August Wilhelmshaven, fuhr über den Atlantik nach Port Arthur und füllte ihre Tanks mit Dieselöl auf. Am 1. September traf sie – um auf hoher See unentdeckt zu bleiben – bei den Kapverden mit dem Panzerschiff Admiral Graf Spee zusammen, um es mit Dieselöl zu betanken. Bei dieser Gelegenheit erhielt die Altmark zwei zusätzliche Maschinenkanonen sogenannte 2-cm-Flak 38. Außerdem wurde ihre Mannschaft um 20 bewaffnete Matrosen, zwei Funker, einem Proviantmeister und einen Prisenoffizier verstärkt. Die Spee verschwand in Richtung Schifffahrtswege im Südatlantik, um ab dem 26. September Schiffe der Alliierten zu kapern. Die Altmark bewegte sich ebenfalls in den Südatlantik, aber in Regionen, die weitab von regelmäßigem Schiffsverkehr lagen. Sie sollte unbemerkt bleiben, um die Spee bestmöglich unterstützen zu können. Zu dem Zweck veränderte der Kapitän durch Übermalungen häufiger das Aussehen des Schiffes. Es erhielt während der Fahrt dann zeitweise auch einen falschen Namen und eine falsche Nationalflagge. Zeitweise gab sich die Altmark z. B. als ein norwegisches Schiff aus. Am 9. Oktober wurde die Altmark von einem britischen Flugzeug gesichtet, als sie vorgab, ein U.S.-Tankschiff namens Delmar zu sein.
Bis Anfang Dezember 1939 traf sich die Altmark etwa zweiwöchentlich mitten im Atlantik mit der Spee. Dabei musste sie die gefangenen Besatzungsmitglieder – die meisten höheren Offiziere verblieben auf der Spee – der von der Spee versenkten Kauffahrteischiffe aufnehmen. Das waren bis dahin 299 Menschen, für die das Schiff nicht hergerichtet war. So mussten im Schiffsrumpf Zellen eingerichtet werden und Bewachungspersonal bereitgestellt werden. Am 19. Dezember erhielt die Altmark Nachricht von der Selbstversenkung der Admiral Graf Spee vor Montevideo. Zugleich erhielt die britische Marine von den in Montevideo freigelassenen Offizieren Kenntnis von der Existenz des Trossschiffes mit den britischen Gefangenen. Die Offiziere konnten ihren Befragern allerdings nur die Tatsache der Existenz dieses Hilfsschiffes bestätigen. Nur wenige hatten es gesehen, es bestand Unsicherheit über ihr Aussehen. Sie wussten nicht, ob sie bewaffnet war oder nicht. Sogleich setzte eine intensive Jagd der Royal Navy nach diesem geheimnisvollen Schiff im Atlantik ein, um die Gefangenen zu befreien.

## Vom Südatlantik bis Egersund in Norwegen

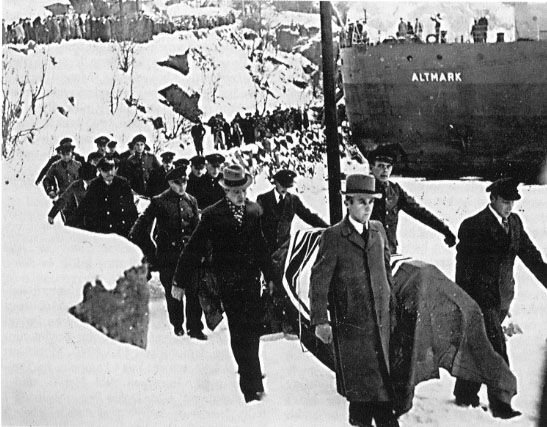
Deutsche Gefallene werden nach dem Altmark-Zwischenfall an Land gebracht, 17. Februar 1940

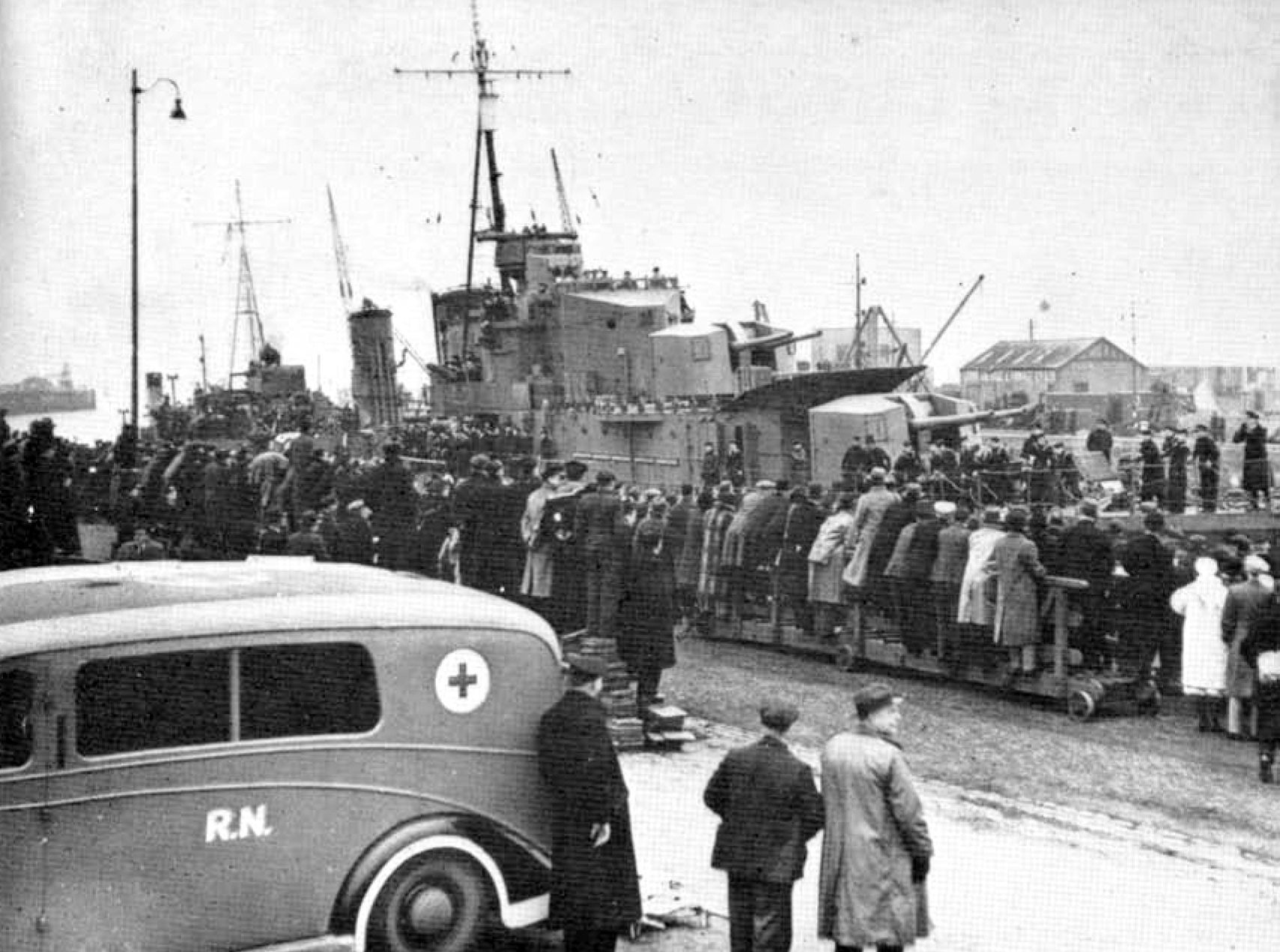
HMS Cossack läuft mit den Befreiten in Leith ein, 17. Februar 1940

Kapitän Dau, der per Funkverkehr aus Berlin erfahren hatte, dass die Royal Navy nach seinem Schiff fahndete, versteckte sich mit seinem Schiff einige Wochen im Südatlantik südwestlich von Kapstadt. Als das Wasser an Bord knapp wurde, entschloss sich Dau am 24. Januar, die Reise nach Deutschland zu wagen. Wegen der britischen Seeüberlegenheit und weil die Royal Navy die Zugänge zur Nordsee und damit nach Deutschland kontrollierte, fuhr die Altmark westlich der britischen Inseln in Richtung Island und dann nach Nordnorwegen. Von dort sollte sie im Schutz des durch vorgelagerte Inseln gebildeten inneren norwegischen Küstenfahrwassers und der norwegischen Neutralität 600 Seemeilen nach Südnorwegen (etwa Mandal) fahren – ungehindert durch die im Atlantik und in der Nordsee patrouillierenden britischen Marinekräfte. Von dort wollte Dau mit seinem Schiff in einer dunkeln Nacht den zur Nordsee gehörenden Skagerrak queren, um in geschützte Gewässer Dänemarks zu kommen. Dau änderte dabei häufiger das Aussehen seines Schiffs. Sein Schiff trug während der Atlantikpassage u. a. dabei zuerst die norwegische Flagge und den Namen Haugesund, später nannte es sich Chirippo und trug die amerikanische Flagge.
Am 14. Februar 1940 drang die Altmark mit ihren Kriegsgefangenen nördlich von Trondheim in norwegische Hoheitsgewässer ein. Die Waffen waren unter Deck versteckt. Sie war wieder mit dem richtigen Namen bemalt. Die fremde Flagge war eingeholt und nicht die Reichskriegsflagge der Kriegsmarine, sondern die Reichsdienstflagge gehisst. Dass die Altmark unter Deck Kriegsgefangene transportierte, verbarg sie vor den norwegischen Behörden. Die Gefangenen durften nicht mehr an Deck und die Bullaugen im Bereich der Gefangenenunterkünfte wurde mit einer Abdeckung versehen. Mit dem Verschweigen des Transportes der Gefangenen und der Bewaffnung der Altmark hatte Kapitän Dau nach der Ansicht des Militärhistorikers Gerhard L. Weinberg völkerrechtswidrig gehandelt. Der norwegische Militärhistoriker Geirr H. Haarr hielt 2013 das Verschweigen der Gefangenen unter Deck für einen Bruch der Neutralitätsregeln, die Norwegen am 1. September 1939 erlassen hatte. Dau hatte demnach kein Recht, von Norwegen eine Durchfahrt durch das neutrale Norwegen zu verlangen. Dau beabsichtigte, die Strecke nach Südnorwegen schnell zu absolvieren und in der Nacht vom 15./16. Februar die kurze Seestrecke über die Nordsee bis nach Skagen zu queren und im Schutz deutscher Minenfelder weiter nach Deutschland zu gelangen.
Die Fahrt wurde jedoch verzögert durch die norwegische Kriegsmarine. Am 14. und 15. Februar wurde das Schiff dreimal von zwei verschiedenen norwegischen Torpedobooten, der Trygg und der Snøgg, angehalten und kontrolliert, ohne dass den Kontrolleuren die Anwesenheit der Kriegsgefangenen offenbart wurde. Dau zeigte nur die Brücke und weigerte sich, das Schiff weiter inspizieren zu lassen. Er gab vor, die Altmark sei ein Tankschiff, das in den Diensten der Kriegsmarine (nach Angaben Daus ein Staatsschiff) Dieselöl von Port Arthur nach Deutschland brachte. Die Kapitäne der Torpedoboote akzeptierten diese Auskünfte. Damit gab sich der Chef des Zweiten Norwegischen Seeverteidigungsabschnittes in Bergen, Konteradmiral Carsten Tank-Nielsen, nicht zufrieden. Das Schiff kam ihm merkwürdig vor. Er begab sich am 15. Februar um 12:30 mit dem Zerstörer Garm selbst zur Altmark und stoppte sie nördlich von Bergen das vierte Mal. Sein Abgesandter verlangte von Dau wiederum eine genaue Untersuchung des Schiffes. Kapitän Dau lehnte erneut ab. Stattdessen versuchte er heimlich per Funk die deutsche Botschaft in Oslo zu erreichen. Das Telegramm wurde von der Garm aufgefangen. Daraufhin warfen die Norweger Dau vor, durch den Gebrauch des Funkgerätes eine Verletzung der Neutralitätsbestimmungen begangen zu haben. Als Dau sich entschuldigte, sahen die Norweger von einer offiziellen Verwarnung ab. Sie wiesen Dau jetzt auch darauf hin, dass sie seine Theorie eines Schiffs in Staatsdiensten nicht anerkannten. Aus ihrer Sicht war ein Schiff entweder ein Handelsschiff oder ein Kriegsschiff. Bei einem Kriegsschiff hätten sie die Weiterfahrt des Schiffes ohne Inspektion genehmigen müssen, aber die Altmark wäre nach den Neutralitätsbestimmungen nicht berechtigt gewesen, durch das Seegebiet von Bergen krigshavn zu fahren. Bei einem Handelsschiff hätten die Norweger das Recht zur vollständigen Inspektion gehabt. Sie hätten die Gefangenen nach ihrer Entdeckung freilassen können, weil das Gefangenhalten von Menschen auf einem Zivilschiff damals schon rechtswidrig war. Bei dieser letzten der vier Kontrollen bemerkten die norwegischen Offizieren die Anwesenheit von den durch die Deutschen nicht deklarierten Menschen unter Deck. Denn die Gefangenen hatten unter Deck einen ungeheuren Lärm verursacht, um auf sich aufmerksam zu machen.
Tank-Nielsen verzichtete trotz der Falschangaben auf eine genaue Durchsuchung des Schiffes, aber er strich die Erlaubnis zur Weiterfahrt nach Bergen. In Bergen befand sich ein Großteil der Marineschiffe und Marineanlagen Norwegens. Tank-Nielsen befahl Kapitän Dau, einen Teil der Strecke wieder nach Norden zu fahren und dann die ungeschützte Außenroute an der Außenküste Norwegens zu benutzen, um Bergen zu umgehen. Das bedeutete einen großen Umweg für die Altmark und eine Gefährdung des Schiffes, weil jede Verzögerung aus Daus Sicht die Überfahrt über den Skagerrak gefährlicher machte. Zudem war zu vermuten, dass britische Kriegsschiffe an der Außenküste in der Höhe von Bergen patrouillierten.
Als Tank-Nielsen diese Ereignisse seinem Vorgesetzten, Admiral Diesen, berichtete und dabei auch die Anwesenheit von Gefangenen an Bord der Altmark erwähnte, war dieser mit den Entscheidungen Tank-Nielsens nicht einverstanden. Auch Admiral Diesen hielt die Altmark für ein Kriegsschiff. Er hielt es aber für das beste, sie möglichst schnell nach Südnorwegen passieren zu lassen, damit sie – ohne Aufsehen zu erregen – möglichst schnell aus Norwegen heraus sei. Er beriet sich mit dem Außenminister, der ihm zustimmte. Nach Beratung mit dem Außenminister befahl Diesen Tank-Nielsen, der Altmark die Durchfahrt durch das Seegebiet Bergen krigshavn zu gestatten. Diese Entscheidung war nach Haarr eine klare Fehlentscheidung, weil die Altmark ein Kriegsschiff war. Zudem hatte Dau die Inspektoren angelogen, indem er behauptete, keine Gefangenen an Bord zu haben.
Dank Luftbildern eines Aufklärungsflugzeugs waren sich die Briten seit dem Mittag des 15. Februar sicher, dass die Altmark das Schiff mit den Gefangenen war, nach welchem sie seit dem 17. Dezember 1939 suchten. Sie hatten das Schiff vermutlich aufgrund des lebhaften Funkverkehrs gefunden. Zum Ergreifen der Altmark war die 4. Zerstörerflottille und Kapitän Philip Vian auf der HMS Cossack angesetzt. Am 16. Februar gegen 14:50 Uhr wurde die Altmark von britischen Flugzeugen innerhalb norwegischer Hoheitsgewässer südlich von Stavanger gesichtet.
Mittlerweile war die Altmark schon fast am Ziel angelangt. Der Küstenwasserweg war beendet und die Altmark musste ein kurzes Stück in ungeschützten Gewässern an der Westseite Norwegens fahren, um in den norwegischen Süden zu kommen. Daus Route ging jetzt eine Seemeile außerhalb der Außenküste Norwegens lang nach Süden, aber innerhalb der Drei-Meilen-Zone, die die Hoheitsgrenze bildet. Die Altmark befand sich zu der Zeit in Begleitung von zwei norwegischen Torpedobooten. Gegen 16:00 Uhr kamen auf der Höhe von Egersund von Westen her drei britische Kriegsschiffe der Royal Navy in Sicht.

## Die Aktionen der Royal Navy
Diese Schiffe waren Teil der britischen 4. Zerstörerflottille, die seit einigen Tagen eingesetzt war, die Altmark aufzubringen. Die Zerstörer setzten zur Verfolgung der Altmark an und drangen dabei in norwegische Hoheitsgewässer ein. Mit Flaggen- und Scheinwerfersignalen forderten sie die Altmark auf, ihren Kurs nach Westen in das internationale Fahrwasser außerhalb des norwegischen Hoheitsgebiets zu ändern. Die Altmark reagierte nicht. Dann versuchte die Ivanhoe von der Küstenseite her die Altmark nach Westen hin in Richtung internationale Gewässer abzudrängen. Als das nicht gelang, feuerte der Zerstörer Intrepid mit einer Kanone mehrere Warnschüsse in Richtung Altmark ab. Die Altmark stoppte und der Kapitän des Zerstörers setzte ein Beiboot aus, um die Altmark zu entern. Bevor die Besatzung des Beiboots an Bord gehen konnte, nahm die Altmark überraschend wieder Fahrt auf und entkam vorerst. Die norwegischen Begleitboote behinderten die ganze Zeit mit wechselndem Erfolg diese englischen Angriffe. Dann versuchte Ivanhoe eine Enterung von Schiff zu Schiff. Eine dafür vorgesehene Mannschaft nahm an der Bordwand Aufstellung, um, wenn möglich, auf das andere Schiff zu springen. Der Kapitän der Ivanhoe steuerte den Zerstörer näher an die Altmark heran. Als die Ivanhoe etwa einen Meter entfernt war, ließ Kapitän Dau die Altmark einen scharfen Bogen nach Backbord steuern. Dabei drückte ihr Schraubenstrom den Bug der Ivanhoe weg. Das war bei der Einfahrt in einen kleinen Küsteneinschnitt, der sich Jøssingfjord nennt. Dau rettete sich und sein Schiff um 17:10 Uhr in diesen Fjord. Der Jøssingfjord ist sehr klein (etwa 3 km lang und schmal), so dass er nur wenige Schiffe aufnehmen kann. Die norwegischen Begleitboote legten sich quer in die schmale Einfahrt des Fjordes und zuerst an die Seite der Altmark, um ein Entern durch die Briten zu verhindern. Die Briten zogen sich bis auf die Ivanhoe, die vor dem Fjordeingang Wache hielt, in die nahen internationalen Gewässer zurück. Kurze Zeit später traf der Kapitän der Flottille, Philip Vian, mit dem Zerstörer Cossack ein und legte sich zwecks Informationsaustausch neben die Ivanhoe.
Der Sprecher der norwegischen Begleitboote, Leutnant Halvorsen, suchte Vian auf der Cossack auf und sie besprachen die Lage. Halvorsen protestierte energisch gegen die Verletzung der Neutralität Norwegens durch die britischen Schiffe und warnte Vian vor einem Enter-Einsatz im Fjord, da dann die norwegischen Schiffe Torpedos auf die HMS Cossack abfeuern würden. Er drohte zeitweilig auch damit, die britischen Schiffe mit seinen Torpedos anzugreifen, wenn sie nicht innerhalb von 30 Minuten die norwegische Hoheitszone verlassen hätten. Mittlerweile hatte ein Torpedoboot seine Torpedos auf die Cossack gerichtet. Etwa um 18:30 Uhr verließ Halvorsen die Cossack, nachdem er Vian gegenüber versprochen hatte, noch einmal die Altmark  durchsuchen zu wollen. Halvorsen nahm Kontakt zu seinen Vorgesetzten auf und schilderte die Ereignisse. Die Admiralität erlaubte aber den vor Ort befindlichen Marinekräften nicht, eine weitere Untersuchung der Altmark durchzuführen. Nach Beratung mit dem Außenministerium untersagte die Admiralität den Marinekräften und auch Halvorsen eine eventuelle britische Enterung abzuwehren.
Die britischen Schiffe, die das nicht wissen konnten, verließen gegen 18:45 die norwegischen Gewässer und legten sich außerhalb der 3-Meilen-Zone auf Lauer. Vian informierte die britische Admiralität und wartete auf neue Instruktionen.
Etwa um diese Zeit erhielt Vian vom Marineminister Winston Churchill persönlich den Befehl, die Altmark zu entern und die Gefangenen zu befreien, wenn die Norweger nicht einwilligten, die Altmark in einem gemeinsamen britisch-norwegischen Konvoi mit einer britisch-norwegischen Wache an Bord nach Bergen zu bringen.
Daraufhin lief die Cossack um 22:45 in den Fjord ein. Am Eingang wurden sie von Halvorsen auf seinem Torpedoboot Kjell mit Lautsprecher zum Beidrehen aufgefordert. Vian kam dem nach und antwortete per Lautsprecher, dass er den Befehl hätte, 400 Gefangene der Altmark zu befreien. Halvorsen antwortete, dass es diese Gefangenen nicht gebe – das war sein Kenntnisstand – und dass die Regierung Norwegens eine Inspektion nicht erlaube. Daraufhin schlug Vian Halvorsen – immer noch per Lautsprecher – vor, eine gemeinsame norwegisch-britische Inspektion mit Halvorsens Schiff Kjell an Bord der Altmark vorzunehmen. Halvorsen lehnte unter Hinweis auf Instruktionen seiner Regierung ab. Außerdem sei sein Schiff nicht in der Lage, im vereisten Wasser des Fjordes zu manövrieren. Als Vian Halvorsen vorschlug, das Manöver an Bord der Cossack zu beobachten, kam dieser an Bord der Cossack. Zur gleichen Zeit meldete der Befehlshaber der nunmehr vier vor Ort befindlichen norwegischen Marineschiffe, Kapitän Lura von der Fireren, das Eindringen der britischen Cossack in den Fjord an die Admiralität. Von der Admiralität kam wiederum der Befehl zu protestieren, aber keine Gewalt anzuwenden.
Um 23:45 fuhr die Cossack weiter in den Fjord hinein, legte sich längsseits der Altmark und ließ sie von einem Stoßtrupp entern. Halvorsen verließ die Cossack, als das Enterkommando an Bord der Altmark zu schießen begann. Dabei kamen sieben deutsche Seeleute ums Leben, ein Brite wurde verletzt. Mehrere deutsche Seeleute, die in Panik von Bord gesprungen waren, um über das Fjordeis an Land zu kommen, konnten bis auf einen aus dem eisigen Wasser gerettet werden. Als die Briten die verriegelten Laderäume der Altmark entdeckt hatten, brachen sie sie auf. Der Offizier, der die Enterung geleitet hatte, rief in die Laderäume hinein: „Any Englishmen down here?“ Als das freudig bejaht wurde, rief er angeblich: „Come up then. The Navy ’s ’ere.“
Die Cossack nahm die 299 Kriegsgefangenen an Bord und brach bereits um 1:00 Uhr auf, um sie nach Leith (Schottland) zu bringen. Die Deutschen wurden zu ihrem Erstaunen zurückgelassen. Der bei dem Entermanöver auf Grund gelaufene Tanker blieb im Fjord zurück.

## Rechtliche Diskussionen nach dem Zwischenfall
Der Vorfall rief, wenn auch kurzlebige, Verstimmungen zwischen Norwegen und dem Vereinigten Königreich hervor. Unter anderem legte der norwegische Botschafter Erik Colban gleich am nächsten Tag, dem 17. Februar 1940, bei einem Treffen mit dem britischen Außenminister Lord Halifax scharfen Protest gegen die ihrer Meinung nach schwerwiegende Verletzung norwegischer territorialer Gewässer. Norwegen fordere, dass die Briten die Gefangenen nach Norwegen zurückbrächten. Außerdem fordere er für Norwegen eine Wiedergutmachung.
Der britische Außenminister Halifax hielt dagegen. Er beschwerte sich u. a. nachdrücklich darüber, dass die norwegische Regierung nicht ihrer Verantwortung als ein neutraler Staat nachgekommen sei, indem sie sich nicht um die Gefangenen auf der Altmark gekümmert habe. Diese hätten aus humanitären Gründen freigelassen werden müssen. Die norwegische Regierung hätte die Durchsuchungen der Altmark nachlässig durchgeführt. Halifax präsentierte dann die Forderung, die Altmark in Norwegen zu internieren. Er argumentierte auch, dass den Deutschen als kriegsführender Macht zwar das Recht auf eine friedliche Durchfahrt auch mit Gefangenen zugestanden hätte. Ihnen sei eine Passage durch norwegische Gewässer allerdings nur erlaubt gewesen, wenn sie einen normalen Kurs verfolgt hätten und auch nur von einem Seegebiet direkt in das andere gewechselt wären. Das Ziel der Altmark sei es aber gewesen, ihre im Herbst 1939 im Südatlantik zusammen mit der Admiral Graf Spee durchgeführten kriegsmäßigen Operationen während des Frühjahres 1940 im Schutz der norwegischen Neutralität fortzusetzen. Die Altmark habe eine außergewöhnlich lange und einen sehr großen Umweg bedeutende Fahrtroute durch norwegische Gewässer gewählt, die mehrere Tage in Anspruch nahm. Diesen Verletzungen der Neutralitätsregeln seien die Norweger nicht nachgegangen. Daher hätten sich die Briten berechtigt gefühlt, die Enteraktion und die Befreiung der Gefangenen durchzuführen. Halifax sprach weiter davon, er sei bereit zuzugeben, dass dieser Fall nicht das Aufeinanderprallen eines Richtig oder eines Falsch darstelle, sondern dass hier zwei Rechtsauffassungen nebeneinander Gültigkeit hätten.
Der Historiker Doherty greift in seinem Aufsatz diese Argumentation vom 17. Februar 1940 auf. Denn er sieht den Altmark-Zwischenfall dadurch gekennzeichnet, dass ein Rechtsstatus auf allen Seiten dieses Konfliktes existierte – bei den Deutschen, den Norwegern und den Briten.
Der norwegische Außenminister Halvdan Koht bezeichnete in der Zeitung Stavanger Aftonbladet vom 19. Februar 1940 die Aktion der Briten als die offenkundigste Neutralitätsverletzung, die Norwegen in dem Krieg erfahren habe. Allerdings beschwerte er sich auch darüber, dass Deutschland mit der Fahrt der Altmark den Krieg nach Norwegen hineingetragen habe.

## Folgen

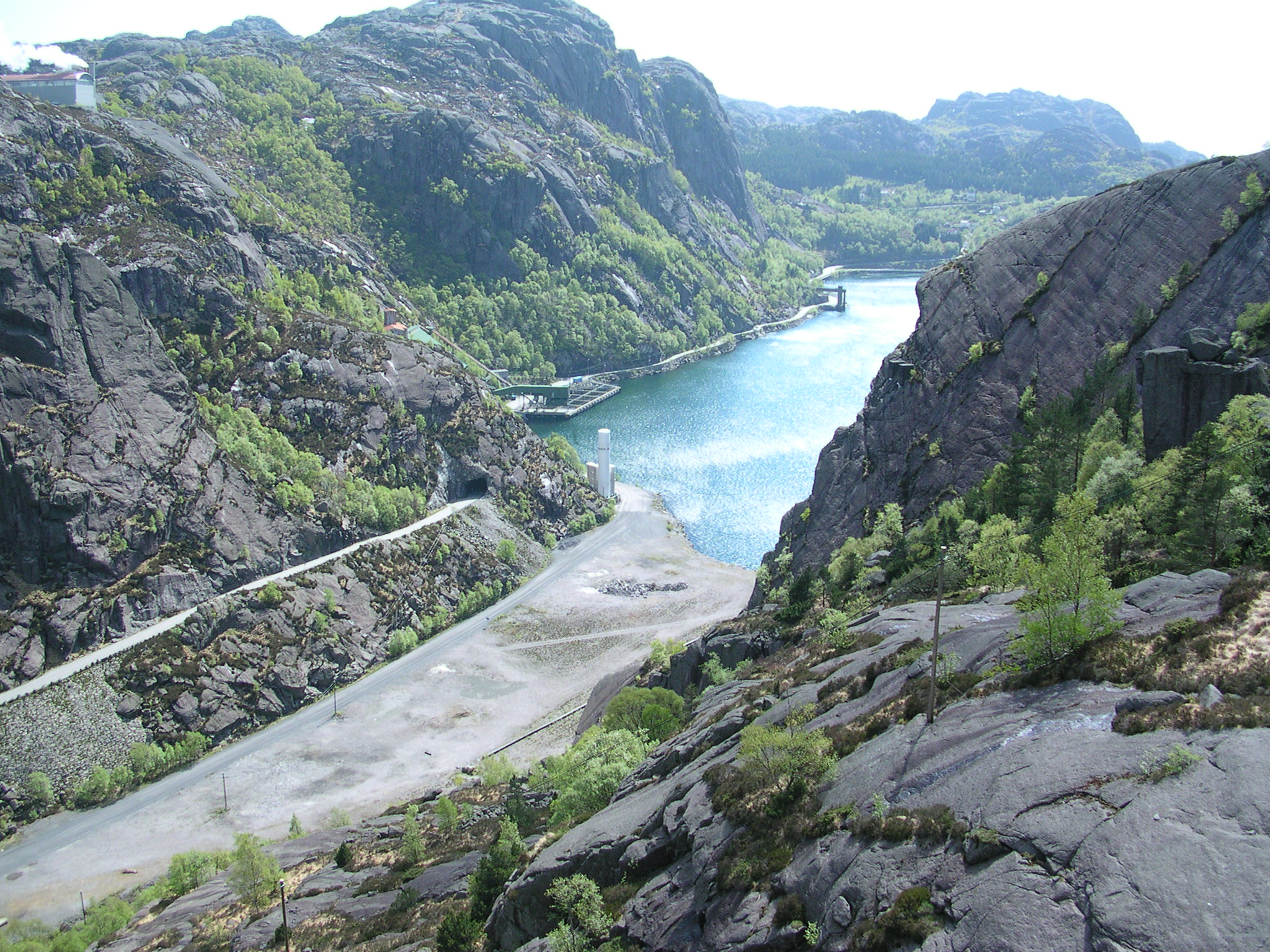
Der Jøssingfjord im Jahre 2006

Die Norweger waren verärgert, dass ihre Neutralität verletzt worden war, und wollten nicht in einen europäischen Krieg gezogen werden. Tatsächlich säte der Altmark-Zwischenfall bei den Alliierten und in Deutschland Zweifel über die norwegische Neutralität. Beide Seiten hatten Eventualpläne für militärische Aktionen gegen Norwegen, vor allem in Bezug auf die Verkehrswege des schwedischen Eisenerzes, von dem die deutsche Rüstungsindustrie im frühen Stadium des Krieges abhing.
Der Altmark-Zwischenfall war neben dem Untergang der Admiral Graf Spee einer der wenigen Erfolge für die Briten während des Sitzkriegs. Als  wenig später Norwegen durch die Deutschen überfallen und besetzt worden war, wurde die Altmark-Enterung zu Propagandazwecken missbraucht. Die Deutschen errichteten im Jøssingfjord eine Gedenkstätte, mit der sie an die Tat der „britischen Piraten“ erinnerten. Die Protagonisten der norwegischen Kollaborationsregierung versuchten, ihren Spitznamen Quislinge mit dem abfällig gemeinten  Begriff Jøssing für Proalliierte und Gegner der Deutschen zu kontern. Die Bemühungen schlugen fehl, da die Öffentlichkeit das Wort Jøssing sofort als positiven Terminus begriff. Denn die Norweger sympathisierten mit den Briten, die ihnen gegen die deutsche Invasion beigestanden und ihrem Königshaus und der rechtmäßigen Regierung Zuflucht gewährt hatten. Schließlich wurde das Wort 1943 aus dem offiziellen Sprachgebrauch verbannt.
Der Altmark-Zwischenfall veranlasste Adolf Hitler, die Planungen zur Besetzung Norwegens zu beschleunigen, die von Großadmiral Erich Raeder mehrfach gefordert und am 24. Januar 1940 mit der Einrichtung eines Sonderstabes Nord, später Sonderstab Weserübung, in Gang gesetzt worden war. Den Deutschen wurde bewusst, wie schnell das neutrale Norwegen durch die Alliierten besetzt werden konnte, was aus mehreren Gründen nachteilig gewesen wäre. Hitler entschied sich am 19. Februar 1940 zur Intensivierung der Planung des Unternehmens Weserübung, der Besetzung von Dänemark und Norwegen. Am 21. Februar wurde General Nikolaus von Falkenhorst zum Leiter des Sonderstabes ernannt. Am 1. März 1940 erließ Hitler die Weisung Weserübung. Am 9. April 1940 wurde die Besetzung Norwegens in Gang gesetzt.